# نظرية الغرابيل

نظرية الغرابيل (بالإنجليزية: Sieve theory)‏ هي مجموعة من التقنيات المستعملة في نظرية الأعداد، ومصممة لعد (أو لتقدير بشكل واقعي) لمجموعات المغربلة من الأعداد الصحيحة.
انظر على سبيل المثال إلى غربال إراتوستينس وإلى غربال ليجاندر.

## أنواع الغربلة
من الغرابيل المعاصرة، يُعد غربال برون وغربال سيلبيرغ وغربال توران والغربال العريض وغيرهن.

## تقنيات نظرية الغرابيل
انظر إلى نظرية الأعداد الجبرية وإلى نظرية الأعداد التحليلية وإلى تحليل عدد صحيح إلى عوامل.